# コンタミネーション
コンタミネーション（英語: contamination）は、特に科学実験の場における汚染のこと。「実験汚染」「実験室汚染」「試料汚染」などの訳語があてられる場合もあるが定訳はなく、そのままコンタミネーションとして、あるいは略してコンタミと呼ばれることが多い。

## 概要
contamination は本来は「汚染」一般を意味する英単語だが、微生物や放射性同位体を扱う実験など、周囲の環境と実験環境とを厳密に区分けする必要がある実験系で、一方の環境からもう一方に、本来混入するべきでない物質が混入した場合（laboratory contamination: 実験汚染あるいは実験室汚染）を指す専門用語として「コンタミネーション」あるいは「コンタミ」という語が用いられることが多い。
この言葉が用いられる分野は、生物学、分子生物学、放射線科学、考古学など、多岐の科学分野に亘る。それぞれの分野ごとにコンタミネーションの事例や原因物質、対策方法などが異なり、それに応じてコンタミネーションが示す意味にも若干の違いが生じる。いずれの場合においてもコンタミネーションは、実験の失敗もしくは実験事故の発生を意味するものである。
コンタミネーションは大きく二つのパターンに分類できる。一つは環境中の異物が実験系に混入するものであり、もう一つは本来、環境から隔離されて封じ込められていた実験材料が生活環境に漏れ出すものである。前者の例としては、生物学分野で培養実験中に培地に雑菌が混入することや、分子生物学分野でRNAを扱う実験中にRNaseが混入することなどが挙げられ、この場合、混入したものの影響によって実験失敗につながる。後者の例としては、放射線化学分野で扱う放射性同位体を実験台にこぼすことなどが挙げられ、この場合は実験者の被曝や周辺環境の汚染などの実験事故につながる。なお、後者のケースでは「コンタミネーション」という語は、汚染されたものが実験室や実験者など、比較的小規模の汚染にとどまった場合を指すことが多く、大規模な場合は「環境汚染」やあるいは一種の「公害」として扱われることが多い。
人気を博した漫画「動物のお医者さん」で登場し、専門分野だけでなく一般で使われることもある。

## 各分野での事例

### 生物学
生物学分野では、特に細胞や微生物などを人工的に培養するときの、雑菌混入のことをコンタミネーションと呼ぶことが多い。また、ヒトや環境生物に対して病原性を持つ細菌やウイルスなどで、実験室や実験者が汚染された場合にもコンタミネーションと呼ぶことがある。ただし、後者については、特にバイオハザードという呼び方で区別されることも多い。

#### 雑菌混入

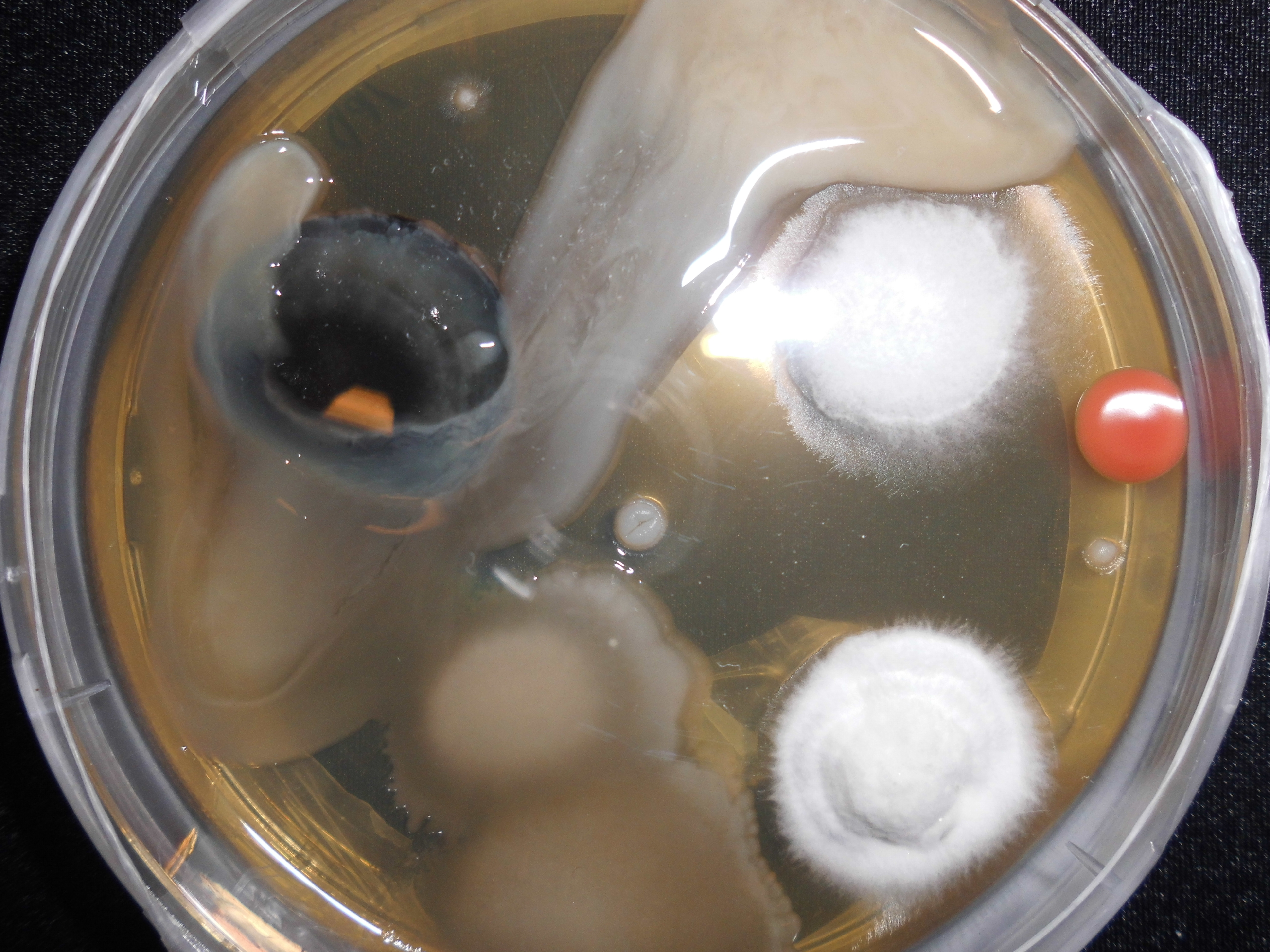
雑菌が混入してしまった寒天培地

生物学の実験では、細菌や菌類などの微生物、動物・植物・昆虫等の培養細胞、あるいはウイルスなどの「生きた」材料を実験的に培養して利用することがある。この際、これらの生物材料のみを単独で実験対象と用いた結果を得る必要があるため、これらの材料は通常、他の生物などの混入がない状態で（その培地中には、その生物材料以外に生きたものが含まれない状態で）培養される。これを純粋培養、あるいは純培養と呼ぶ。純粋培養を行うためには、全ての培地や培養器具をあらかじめ滅菌して、生物を全く含まない状態にした上で、実験中に空気中や、滅菌されていない器具、あるいは実験者の手指などから雑菌が混入しないようにして操作する必要がある。このような実験手技を無菌操作と呼ぶ。無菌操作を正しく行うことが出来なかった場合、培地には雑菌が混入して増殖するため、本来計画していた実験を正しく行うことができなくなり、仮に何らかの実験結果が得られたとしても信頼できない結果となるため、実験は失敗に終わる。このような事態を避けるため、必要とされる実験では無菌操作を正しく行うことが重要である。無菌操作を行うためにはクリーンベンチがしばしば用いられる。また万一、雑菌が混入しても増殖しないよう、用いる生物材料によっては、培地に抗生物質や抗真菌剤を添加して用いる場合もある。
万一侵入された場合、これを取り除く方法があればよいが、なかなか困難である。この点で液体培地と固形培地では大きな差がある。歴史的には液体培地が古いが、これに雑菌が侵入した場合、培養菌と混合してしまうため、取り除くことはほとんど不可能で、改めて純粋培養をし直すような操作が必要になる。しかし、固形培地の場合、コンタミはうまくいけば培地表面に小さな塊を作るから、早い時期なら除去するのは可能である。コッホはこの方法を採用したためにパスツールに大きく差をつけた面がある。ただし、固形培地であっても運動性のある微生物が侵入すればそうはいかず、いずれにせよ、まず侵入させない工夫が大事である。

#### バイオハザード
ヒトに対する病原体や、あるいはヒトには病原性がないものの環境に広まると重大な被害を及ぼしかねない、動物や植物に対する病原体を扱うとき、これらの実験材料を実験中に誤ってこぼしたり、実験者に付着した場合もまた、一種のコンタミネーションに相当し、これは特にバイオハザードと呼ばれる。詳細はバイオハザードの項を参照のこと。

#### その他
この他、リンパ球などの免疫担当細胞を培養する実験では、エンドトキシン（内毒素）が実験に用いる水にコンタミしている場合に問題になる場合がある。エンドトキシンは細菌の細胞壁に由来する成分であり、免疫担当細胞の一部にはエンドトキシンと反応して分化してしまうものがあり、これが実験結果に影響するためである。これらの実験では特に純度の高い純水を用いる必要がある。

### 分子生物学
分子生物学分野でもまた、遺伝子組換え実験のためにさまざまな生物材料を用いるため、上記した生物学全般の問題である、雑菌混入やバイオハザードがコンタミネーションとして問題となる。このため、基本的な対処法は生物学分野のものと共通であるが、この他に分子生物学特有の問題としてRNaseのコンタミネーションや、遺伝子組換え生物による遺伝子汚染が挙げられる。

#### RNaseのコンタミネーション
RNaseはRNAを分解する働きを持った酵素である。その本来の役割は、生物が細胞内でDNAからタンパク質を作り出す過程で一時的に必要になるmRNAについて、その役目が済んだ時点で分解することだと考えられている。RNAをin vitro（試験管内）で扱う実験では、RNaseが試料中に混入すると、実験中にRNAの分解が起こってしまい、正しい結果を得ることができない。RNaseはすべての生物に存在しているが、いずれも熱などに対して非常に安定で破壊されにくく、雑菌混入を防ぐために行われるオートクレーブ滅菌（約120℃2気圧15分）処理でも、器具や溶液中のRNaseを完全に除くことはできない。このためRNAを扱う実験では通常の滅菌処理、無菌操作以外に、RNaseを失活させ、その混入を防ぐことが要求される。RNA実験に用いる水は、あらかじめジエチルピロカーボネート(DEPC)で処理することでRNaseを破壊し、その後、DEPCの毒性を除くために所要時間経過後、オートクレーブ処理して用いる。

#### 遺伝子組換え生物による遺伝子汚染
分子生物学分野では、既存の生物に外来遺伝子を導入したり、その生物が持つ遺伝子を潰したりした遺伝子組換え生物を作出して実験に用いることがある。これらの人為的に作り出された生物は、本来、自然環境には存在しないものであるため、これらが周囲の環境に漏出した場合、生態系に悪影響を与える可能性が考えられる。これを遺伝子組換え生物による遺伝子汚染と呼ぶ。このような事態を避けるため、遺伝子組換え実験は、用いる対象の病原性の有無などに関わらず、管理区域内で正しく行われなければならないが、万一実験中の誤操作によって実験室や実験者が汚染されると、それを介して管理区域外に汚染が広がる危険性があるため、注意が必要である。また、特に遺伝子組換え作物の場合には、受粉による遺伝子汚染が問題視されており、この問題を解決するため繁殖能力を持たない作物のみを用いるなどの対策が行われている。詳細については遺伝子組換え作物、遺伝子汚染の項も参照のこと。

### 化学
化学分野でコンタミネーションとは、想定しているもの以外の化学物質の混入をいう。化学実験では様々な試薬や器具を用いるが、試薬の純度が低かったり、器具をよく洗浄していなかったりするとコンタミネーションが生じる。
コンタミネーションの影響はスペクトルの正体不明のピークや収率の大幅な低下など、通常は負の結果をもたらすことが多い。が、ごく稀には新規な化学反応の発見などのセレンディピティにつながることもある（反応容器のわずかな汚れが予期せぬ触媒として働いた例がある）。

### 古生物学
古生物学、特に微化石を扱う微古生物学では、主に試料間での混入（クロス・コンタミネーション）を指していう。試料処理の段階における器具の洗浄不良等により発生する他の試料からの混入は、地層の同定や古環境分析を行う上で致命的な失敗をもたらす。

### 製造検査過程
産業界では、機械加工等で加工された金属・非金属部品で加工後に残留する付着異物（加工切粉屑、切削・加工油脂、繊維などさまざま）を総称して「コンタミ」と呼び、これら部品が必要とされる機能を阻害するものが「コンタミ」であり、さまざまな部品によって要求される清浄度レベルに見合って製造ラインでの品質管理がなされている。コンタミを測定する方法にはいくつかあって、対象の部品を検査液で洗浄して液中にコンタミを捕獲し、更にコンタミ採取の液を真空引きして測定ろ紙上に濾過を行うことでコンタミが採取される。コンタミ採取されたろ紙を精密電子天秤で重量測定を行い、コンタミの測定重量値で評価する「重量法」が一般的である。しかし、「重量法」によるコンタミ測定だけでは高い清浄度を要求される精密部品あるいは高機能な部品では高いレベルの品質管理が行えず、コンタミの大きさ（最大長さ、面積、厚み）・コンタミ個数等を測定し、コンタミの重量値とあわせて多面的な品質管理することが重要であるとされている。コンタミの大きさを測定する方法として、高精細なCCDカメラを用いた画像処理法の測定器（精密電子天秤も組み込まれ、コンタミ重量と大きさが同時に測定が行える画像処理のコンタミ自動測定器も商品化され、自動車の部品業界などで数多く活躍している）が実用化されている。これは、カメラで撮像したコンタミ画像を画像処理して、必要とされるコンタミの長さ、厚み、材質、面積、個数の測定結果を得る。日本国内メーカーでは、森合精機株式会社（兵庫県明石市）がこれらコンタミ測定器(グラファイナーMGFシリーズ)およびコンタミ採取装置を商品化し、自動車業界をはじめとして部品製造メーカーに国内外問わず多数の納入実績を有す。

### 言語学
混淆。意味や語形の似た二つの語または構文が、双方の表現から一部分を取って一つに混合し、新しい単語または構文が出来ること。例、トラエル＋ツカマエル→とらまえる、等。

### 文献学・書誌学
本文批判において、異種の系統の本文を取り合わせて作られた合成本文・混成本文を指す用語。系譜法による原典への遡源が通用しないため問題とされる。ドイツ語Kontaminationからの訳語「混態」は池田亀鑑によるが、音訳風でもある。

### その他の分野
ガソリンスタンドなどでは、ローリーからタンクへ、タンクから車への「誤給油」「油種混入」の意味で主に略語（コンタミ）を使用している。
燃料系の運送会社でこの種の事故が起きた場合（灯油タンクにガソリン混入、軽油タンクに灯油混入等が多い）、石油元売会社・燃料販売会社・
県税事務所・都道府県消防を巻き込む大事件となり、最終的にタンクローリー乗務員をはじめ運送会社が存亡の危機に追い込まれる事もあり、業界では忌み嫌われる事故でもある。
米穀業界では、米に「異物(石・虫・ガラス等)」が混入してしまうケースと「異品種の米(品種・年度・産地等)」が混入してしまうケースをコンタミネーション（コンタミ）と呼んでいる。
油圧では油圧回路中に混入した異物をコンタミネーション（コンタミ）と呼び、作動油の劣化と並んで、作動油を管理するうえで重要なテーマとなっている。コンタミは装置の製造過程で混入・残留したもの（溶接のスパッタ、切削加工による金属片、パッキン類の破片、塗装片、ウエスの繊維等）、装置の運転中に内部で発生したもの（部品の摩耗・破損による金属粉・金属片、パッキン類の破片、作動油から発生したスラッジ等）と、外部から侵入したもの（注油・保守時に混入するごみ、装置周辺の粉塵等）とに大別できる。こうした固形物のほか、水分もまた作動油に大きな影響を与えるコンタミである。
化学メーカーでは製品への異物混入を総じてコンタミネーション（コンタミ）と呼び、生産ラインの部品や触媒などから製品のパッキング時に混入するウエスの繊維や工具類、ヒトの体毛に至るまで表示されている成分以外は全てコンタミとなる。

## クロス・コンタミネーション
コンタミネーションの一種に、クロス・コンタミネーションと呼ばれるものがある。これは検査試料や実験対象になるサンプル間での混入を意味し、例えばある患者から採取した遺伝子サンプルに別の患者のサンプルが少量混入する場合などがこれに当たる。このような医療分野でのクロス・コンタミネーションは誤った診断結果から医療ミスにつながる可能性があるため、特に注意が必要とされる。
クロス・コンタミネーションを起こした場合、本来の結果とは異なる、誤った結果が得られるため、実験や診断の正確性が失われる。クロス・コンタミネーションはさまざまな科学実験の過程で生じうるものであり、その多くの場合、ピペットなどの実験器具や測定機器などを介して、複数のサンプルを扱う際に微量のサンプルが別のサンプルに混入するために起きる。クロス・コンタミネーションの実験結果への影響を避けるため、複数のサンプルを実験で扱う場合、対象となる物質の濃度が既知のものについては、その濃度が薄い方から濃い方の順で扱うことによって、前のサンプルから持ち込まれる量の割合を減らすことができる。ただし濃度が未知のものを扱う場合や、増殖する生物材料（細菌など）を用いた実験、PCRによる遺伝子増幅など、極めて感度の高い実験では、その都度使い捨て（ディスポーザブル）の実験器具を用いて、厳密に防ぐ必要がある。